# Recésszárnyú fátyolkák
A recészárnyú fátyolkák vagy röviden recésszárnyúak (Neuroptera) az ízeltlábúak törzsében a rovarok osztályának egyik rendje. Nevüket jellegzetesen erezett szárnyukról kapták.

## Származásuk, elterjedésük
Több, mint 5000 fajuk ismert. Hosszú fejlődésük alatt rendkívül különböző körülményekhez alkalmazkodtak, és néhány szélsőséges élőhely kivételével mindenfelé megtalálhatók. Magyarországon 110 fajukat mutatták ki.

## Megjelenésük, felépítésük
A rendbe változatos méretű és alkatú rovarok tartoznak.

### Imágók
A kifejlett rovarok feje gömbölyded, ortognath (lefelé álló szájszerv) vagy hypognath (hátrafelé álló szájszerv), rágó típusú szájszervvel és többnyire erős mandibulákkal. Jól fejlett csápjaik lehetnek fonalasak, gyöngysorszerűek vagy bunkósak, esetleg fésűsek. Nagy, félgömb alakú összetett szemeik vannak, viszont a pontszemeik legtöbbször hiányoznak (kivéve Dilaridae és Osmylidae).
Előtoruk általában rövid, de meghosszabbodhat. Lábuk többnyire vékony járóláb 5 lábfejízzel, de a fogólábú fátyolkáknál (Mantispidae) fogólábbá módosult. A lábak végén két karom nő, közöttük pedig egy tapadólebeny (arolium). Általában két pár hosszú, a potrohcsúcson is túlnyúló, fejlett erezetű szárnyuk van – ezek alakja és mérete általában megegyezik. Egyes csoportok hátsó szárnya elcsökevényesedhet vagy feltűnően módosulhat is. A szárnyakon hangadó- és/vagy hallószervek alakulhatnak ki. A szárnyak általában üvegesen áttetszőek és dúsan erezettek. A szárnyjegy lehet színes. A szárnyerek általában sertézettek. Ezek a serték néha pikkelyekké módosulhatnak. A két szárnypár egymástól függetlenül mozgatható; kapcsolószerkezete csak a törpefátyolkáknak (Hemerobiidae) van (az azonos oldali szárnyak töve kapcsolódik össze). A fátyolkák közül ezek szárnyának erezete a legsűrűbb.
A potrohon kívülről tíz szelvényt különíthetünk el, amelyek közül az utolsó kettő a többi szelvénytől eltérő felépítésű, és a szaporodásban játszik szerepet. A hímeknek egy pár ivari lábuk (gonophora) és bonyolult szerkezetű párzótagjuk van. Egyes rablópillék és hangyalesők hímjeinek potrohszelvényein még egyéb páros és páratlan függelékek nőnek. A Dilaridae és Mantispidae családok nőstényeinek általában van tojócsövük.

### Lárvák
Lárváik többnyire campodeoid típusúak; ezeken figyelhetjük meg a legtöbb szünapomorf bélyeget:
- sajátos szájszerv szúró-szívó kampóval vagy tüskével (nincsenek rágó szájrészeik, hanem két hegyes, messze előreálló szívó állkapcsuk van;
- elzáródás a közép- és utóbél határán
- a Malphighi-edényeknek szövőmirigy funkciója is lehet
- egyízű lábfejek, amik akár össze is olvadhatnak a lábszárral

## Életmódjuk, élőhelyük
A lárvák és az imágók is a szárazföldön élnek, két kivétellel:
- a partifátyolkafélék (Osmylidae) a patakpartok mindig nedves mohapárnáiban,
- a szivacsfátyolkák (Sisyridae) az édesvízi szivacsokban).

Főleg alkonyi vagy éjszakai állatok. Többségük egész életében ragadozó.
Néhány családjuk:
- barnafátyolkák (Hemerobiidae),
- zöldfátyolkák (Chrysopidae)

a levéltetvek elleni biológiai védekezésben játszik, illetve játszhat fontos szerepet.

### Szaporodásuk
A hím párzáskor szorosan a nőstény mellett vagy alatta helyezkedik el. Az ondót spermatofórban adja át a nősténynek. A nőstény a megtermékenyítés után hamar hozzákezd a peterakáshoz, ennek módja családonként más és más.
Petéiket rakhatják homokba, laza földbe, növényekre; egyesével, sorokban vagy csoportosan; hosszú nyéllel vagy anélkül. Az Ithone fusca (Ithonidae) nősténye a még ragadós petéket meghengergeti a homokban, hogy védje, álcázza őket.

### Lárvák
Néhány nap vagy hét eltelte után a lárvák a fejükön levő tojástörő készülékkel felrepesztik a pete burkát, vagy ha nincs ilyen készülékük (Myrmeleontidae, Ascalaphidae, Nemopteridae), gyűrű alakban felpattintják a pete egyik végét.
Legtöbbször 3 lárvastádiumuk van, kifejlődésük több évig is tarthat. Bábjuk a lárva Malpighi-edényeinek váladékából szőtt gubóban fejlődő, szabad báb.

## Rendszerezésük
A rendbe az alábbi öregcsaládok és családok tartoznak
- Coniopterygoidea
  - Lisztesfátyolkák (Coniopterygidae)

- Ithonioidea
  - Ithonidae

- Hemerobioidea
  - Zöldfátyolkák (Chrysopidae)
  - Fésűsfátyolkák (Dilaridae)
  - Polystoechotidae
  - Barnafátyolkák (Hemerobiidae)
  - Pávaszemes fátyolkák (Psychopsidae)

- Myrmeleontoidea
  - Rablópillék (Ascalaphidae)
  - Hangyalesők (Myrmeleontidae)
  - Kardszárnyú-fátyolkák (Nemopteridae)
  - Hosszúcsápú hangyalesők (Nymphidae)

- Osmyloidea
  - Partifátyolkafélék (Osmylidae)
  - Neurorthidae
  - Szivacsfátyolkák (Sisyridae)

- Mantispoidea
  - Berothidae
  - Fogólábú fátyolkák (Mantispidae)

## Képek

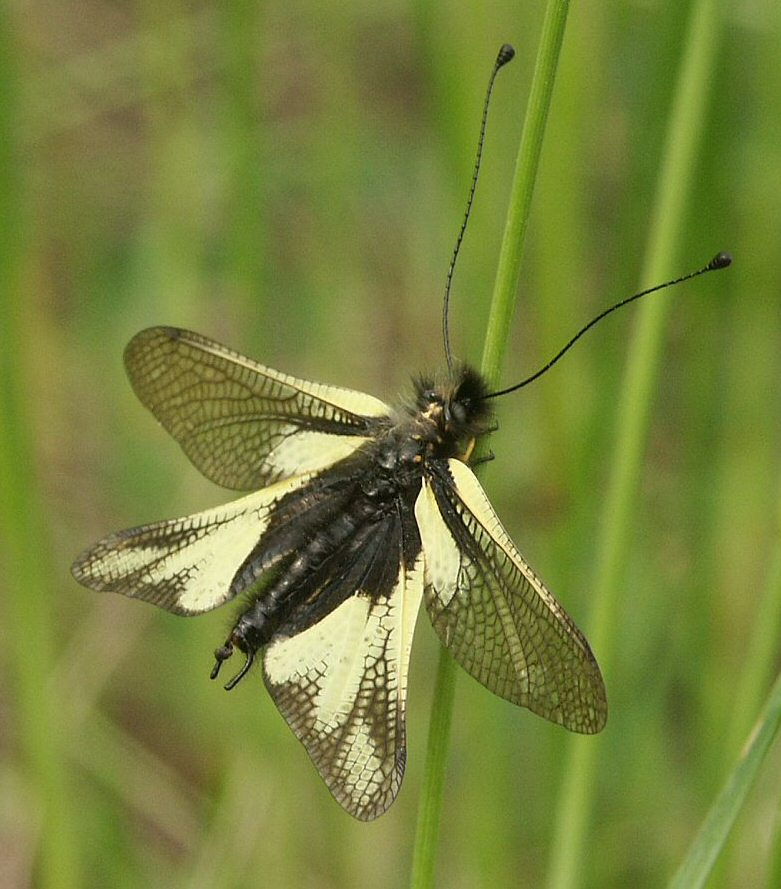
Libelloides coccajus
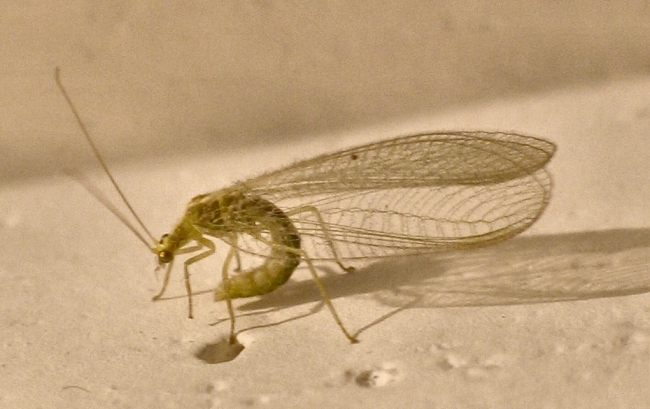
Chrysopa carnea
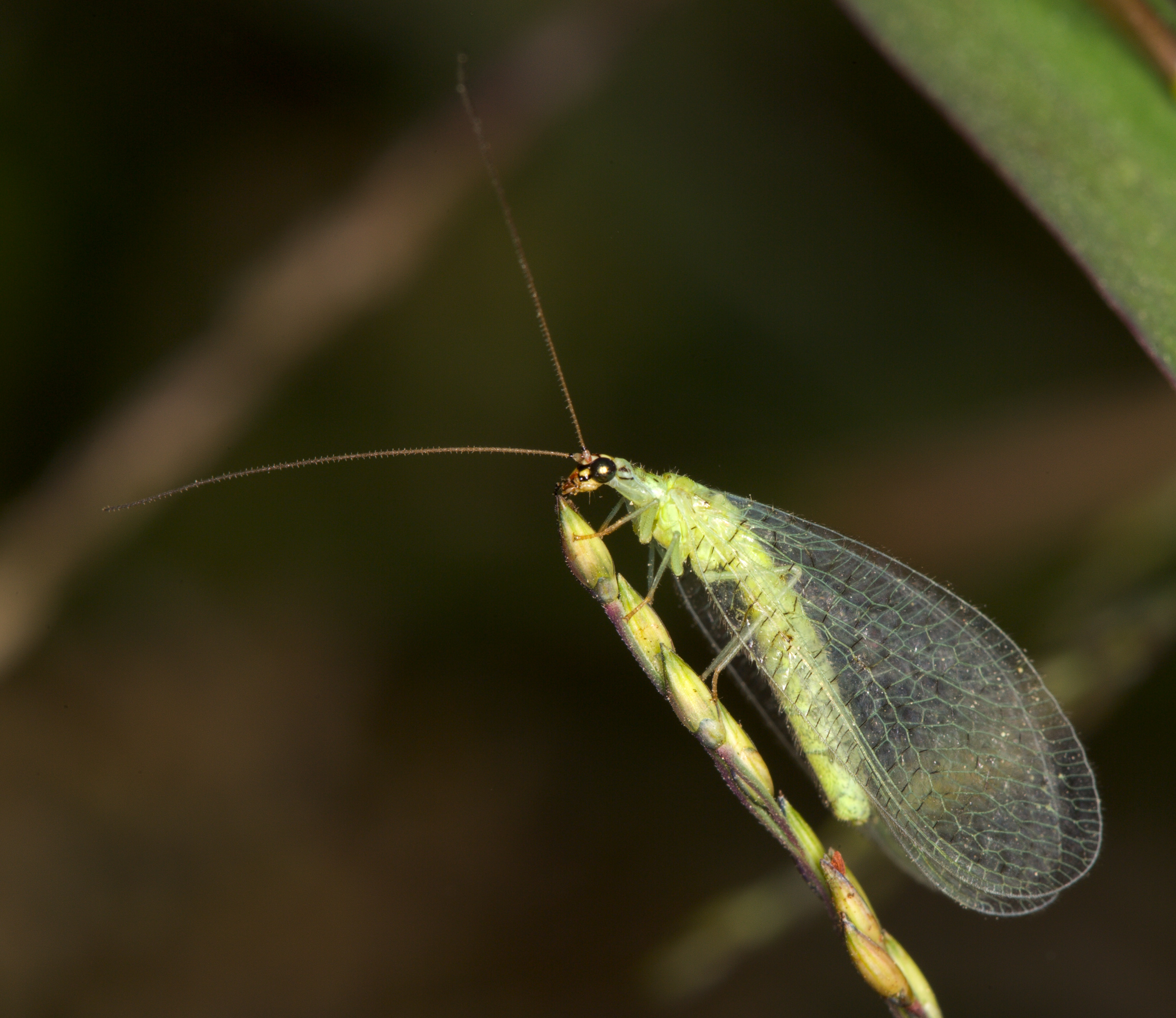
Chrysopa oculata
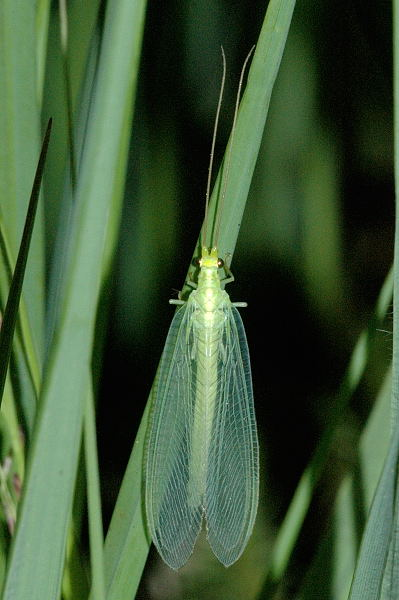
Chrysopa pallens
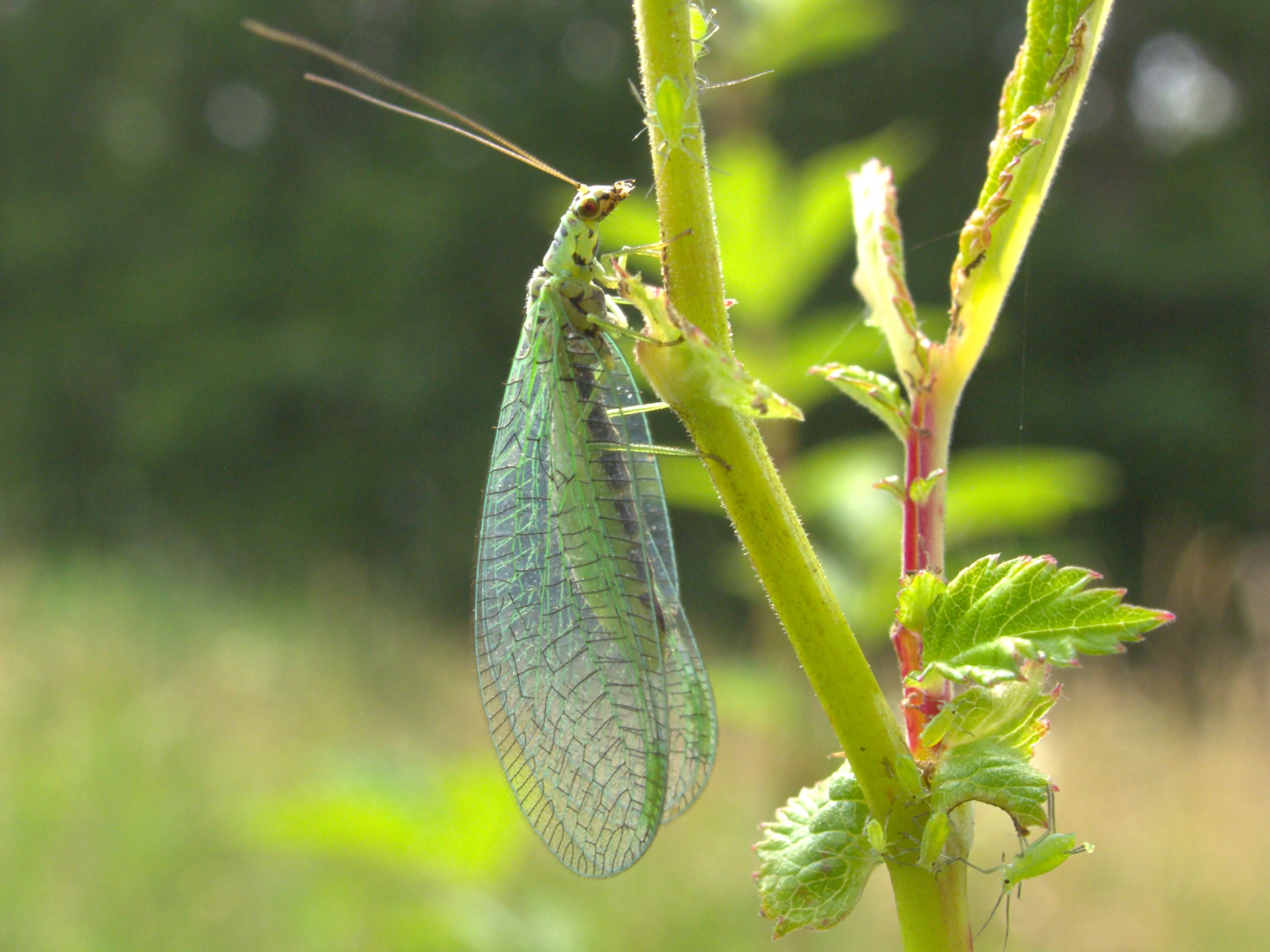
Aranyszemű fátyolka (Chrysopa perla)
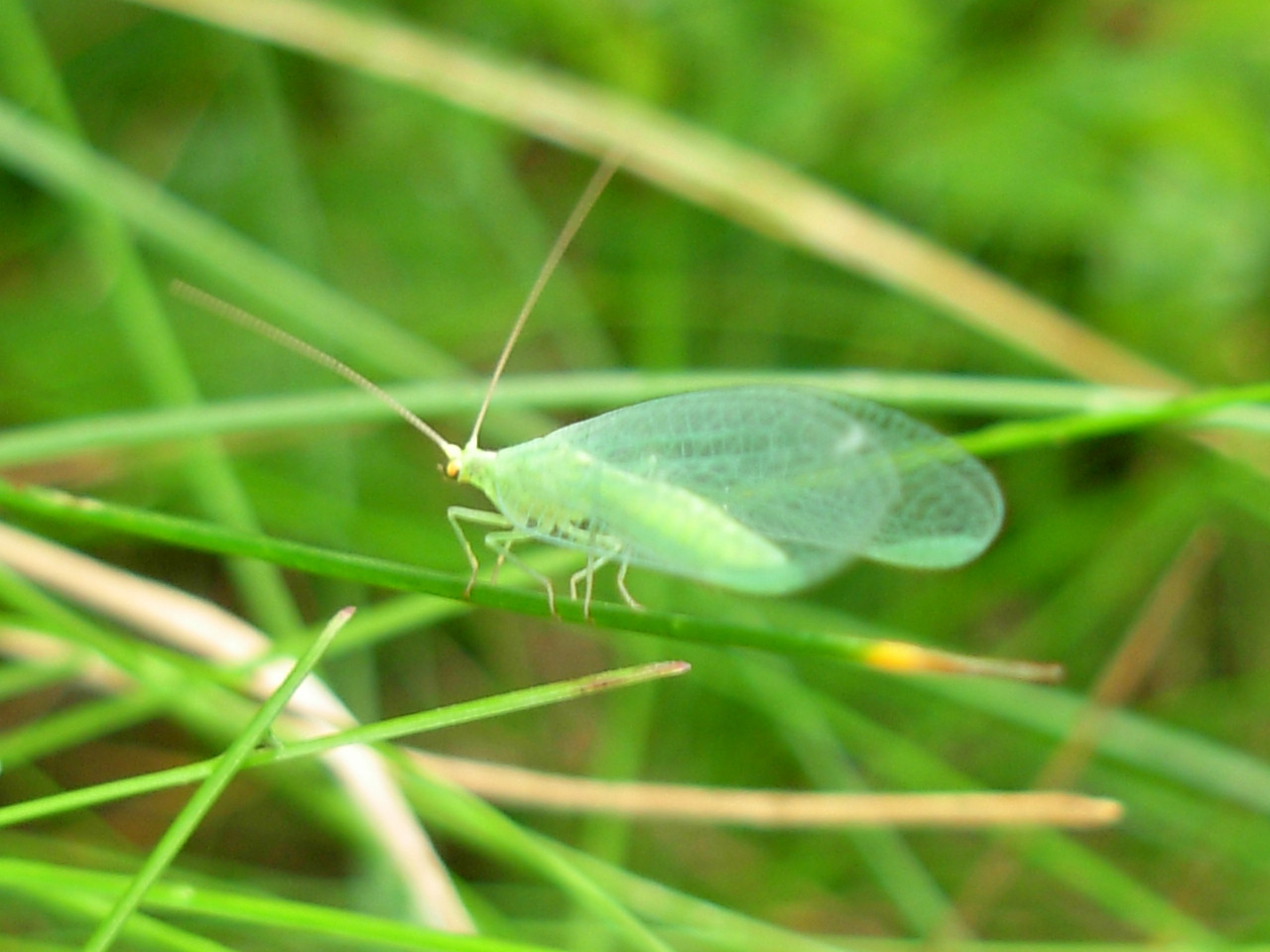
Chrysoperla carnea
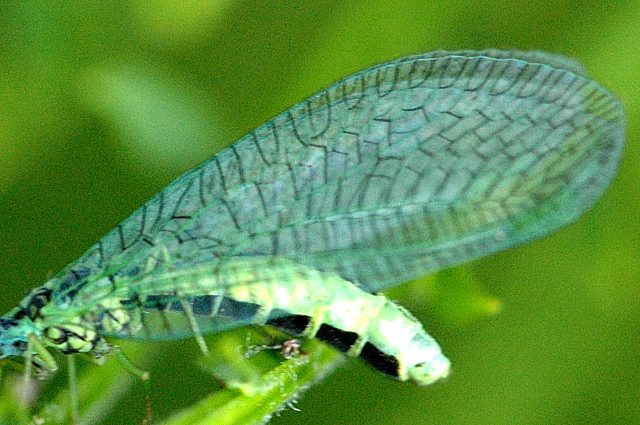
Dichochrysa ventralis
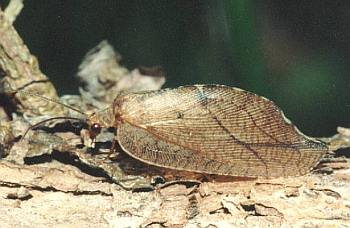
Drepanepteryx phalaenoides
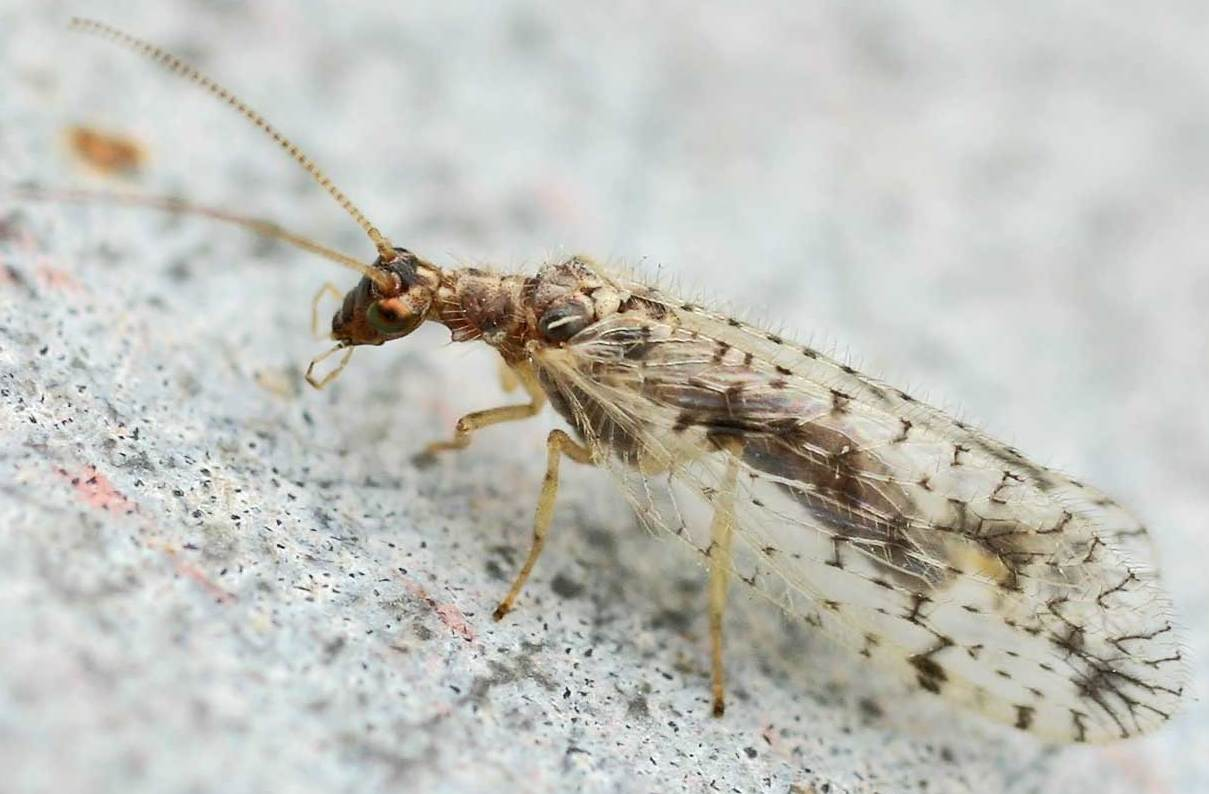
Micromus variegatus
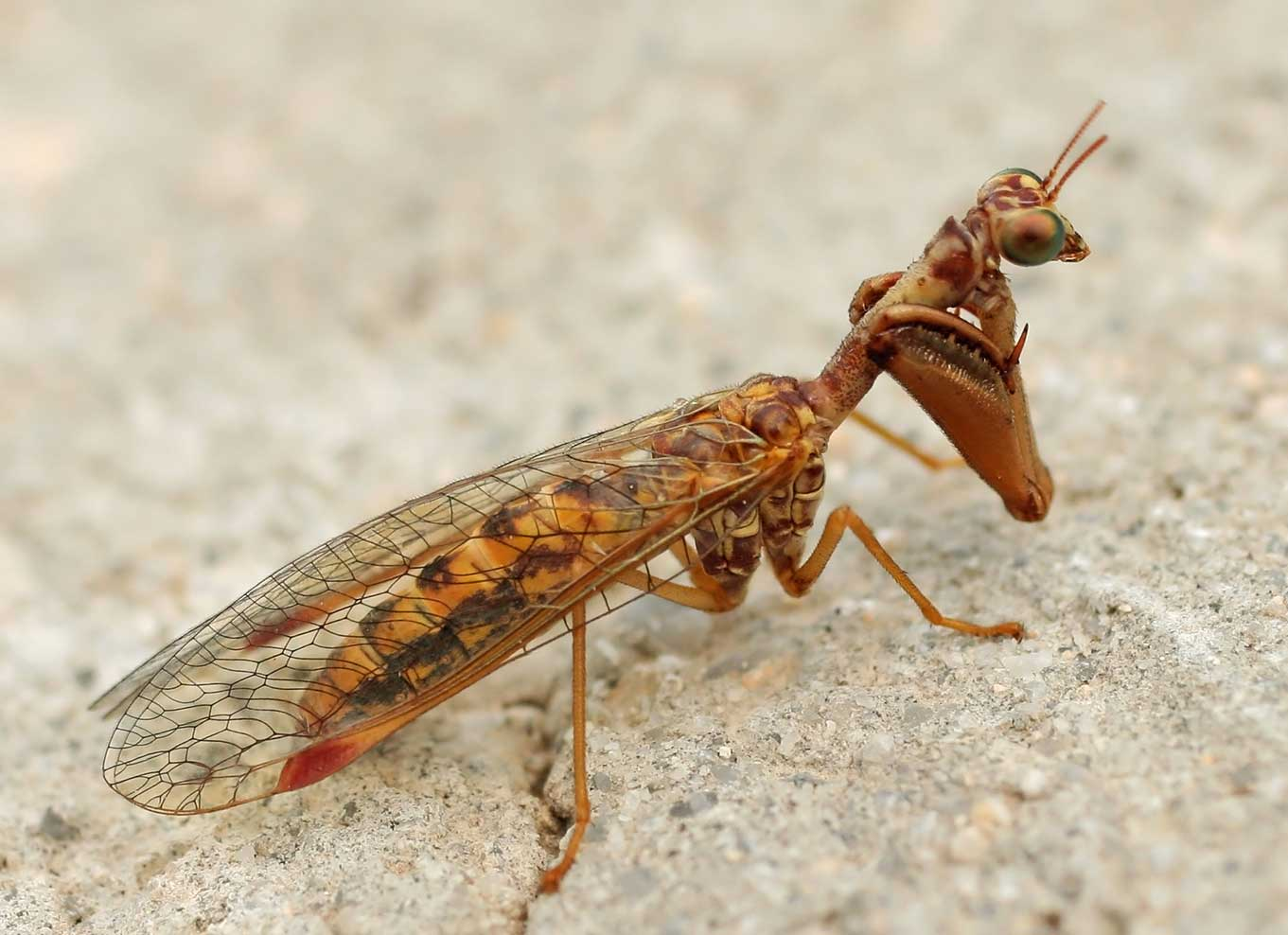
Mantispa styriaca
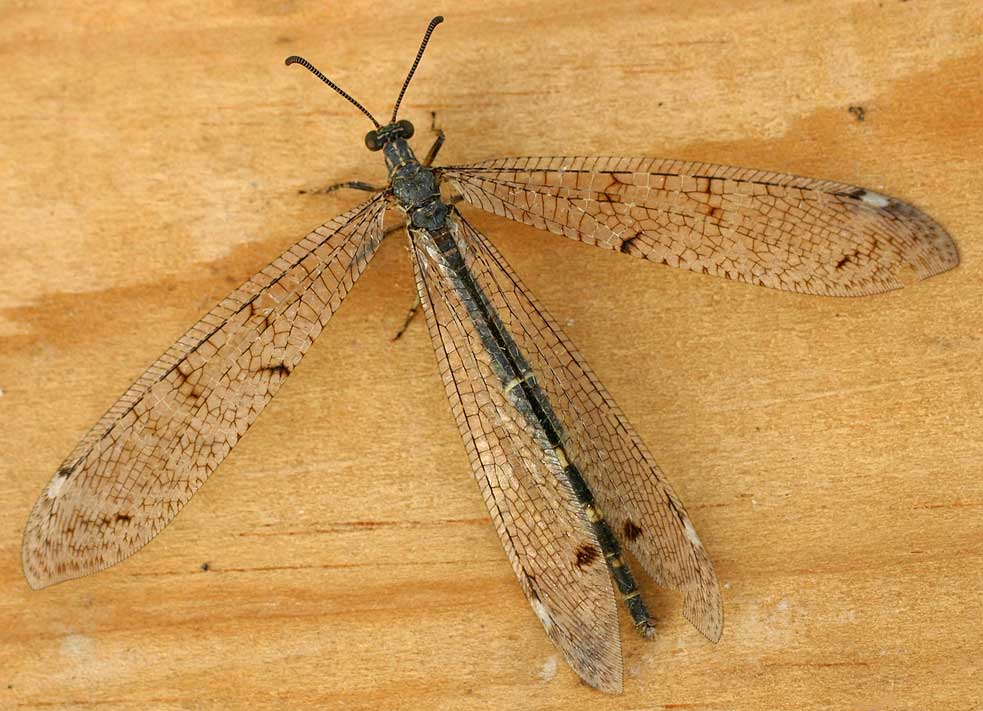
Distoleon tetragrammicus
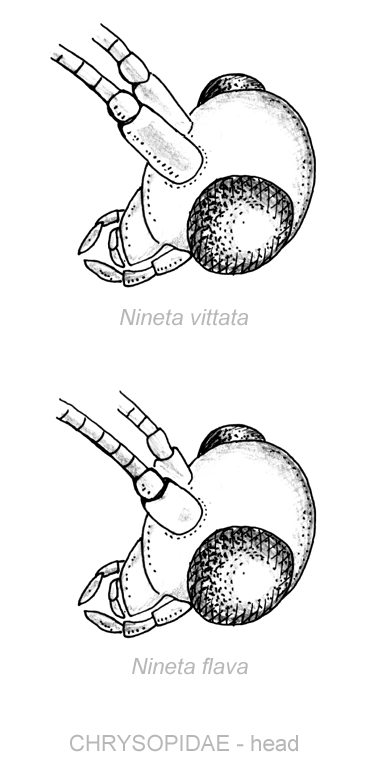
Nineta vittata feje